# Ернандес Да Сільва Лемос Бруно
Бруно Ернандес Да Сільва Лемос (порт.-браз. Bruno Ernandes Da Silva Lemos; нар. 1 липня 1999, Ріо-де-Жанейро, Бразилія) — бразильський футболіст, нападник «Гірник-Спорту».

## Життєпис
Народився в Ріо-де-Жанейро. В юному віці виїхав до Португалії, де до 2018 року виступав в академіях «Бенфіки» та «Віторії» (Гімарайнш). Потім повернувся на батьківщину, де грав за «Сан-Бернарду U-19» та «Куябу U-20». У 2019 році перебував у заявці першої команди «Куяби», але у вище вказаній команді не зіграв жодного офіційного матчу. 1 липня 2019 року залишив команду, після чого сайже рік перебував без клубу.
1 липня 2020 року уклав договір з «Азурізом», у футболці якого зіграв 6 матчів у Лізі Паранаенсе. З січня 2021 року перебував без клубу.
21 липня 2021 року підписав контракт з «Гірником-Спорт», розрахований до 2023 року. У футболці клубу з Горішніх Плавнів дебютував 31 липня 2021 року в переможному (2:0) виїзному поєдинку 2-го туру Першої ліги України проти житомирського «Полісся». Бруно вийшов на поле в стартовому складі, а на 65-ій хвилині його замінив Вадим Яворський.